# Frederick Maurice
John Frederick Denison Maurice o F. D. Maurice (Normanstone, Suffolk, 29 de agosto de 1805 - Londres, 1 de abril de 1872) fue un teólogo y socialista cristiano inglés.
Es venerado como santo por la Comunión anglicana. Su festividad es el 1 de abril.

## Estudios

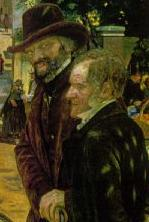
Maurice (a la derecha) con Thomas Carlyle en una pintura de Ford Madox Brown

Estudió en el Trinity College (Cambridge) desde 1823, pero como no podía graduarse allí por no pertenecer a la iglesia oficial, se graduó en el Trinity Hall en leyes en 1827;. En Londres escribió la novela Eustace Conway y fue editor del London Literary Chronicle hasta 1830 y por un corto tiempo del Athenaeum.

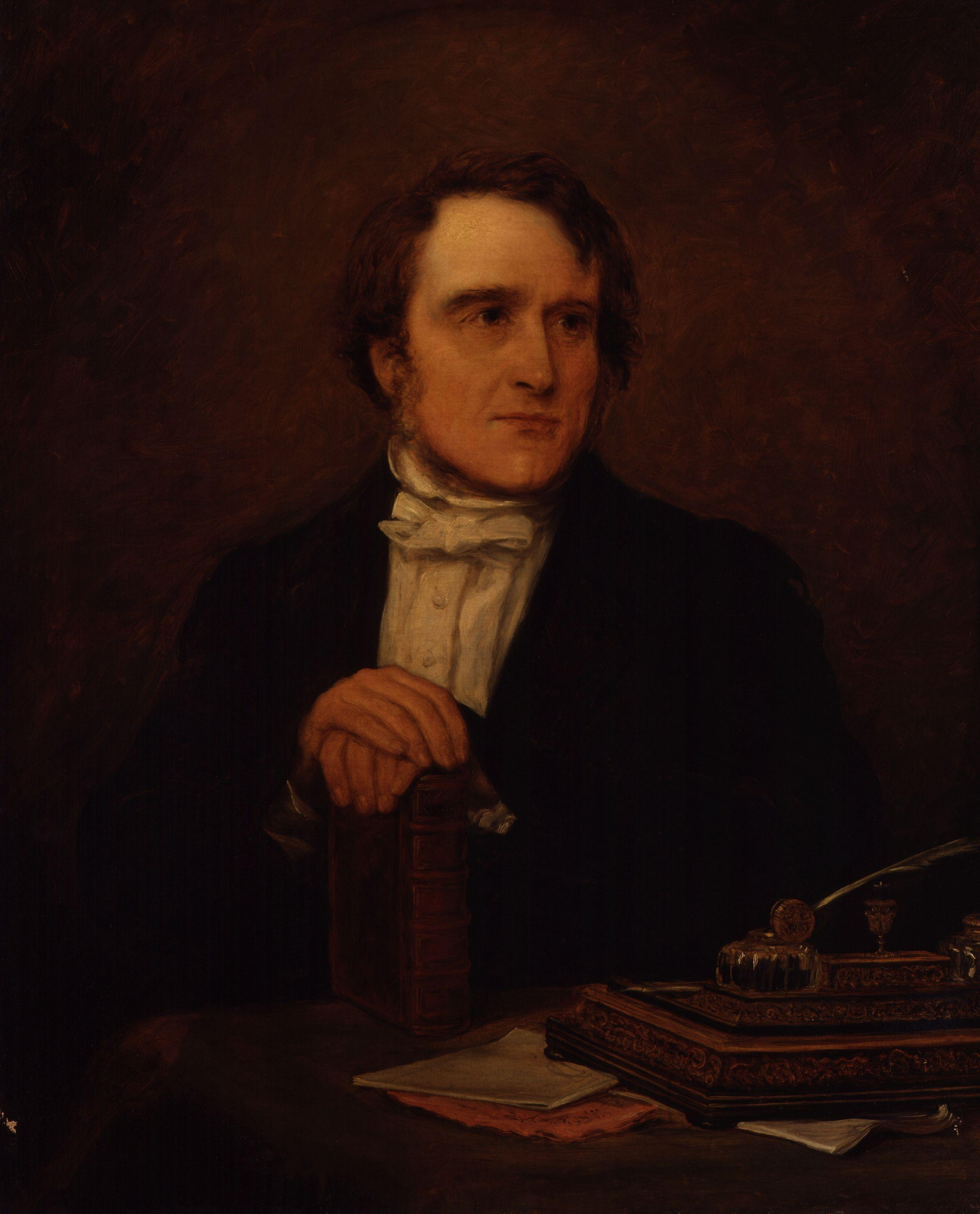
Maurice en 1854 retratado por Jane Mary Hayward

En marzo de 1831 se hizo miembro de la Iglesia Anglicana. Después de estudiar en la Universidad de Oxford, fue ordenado en enero de 1834, siendo nombrado párroco de Bubbenhall y luego capellán del Hospital de Guy.

## El Reino de Cristo y la educación
Maurice escribió en 1838 The Kingdom of Christ (El Reino de Cristo), obra en la que se notó la influencia de Samuel Taylor Coleridge y que sostuvo que la política es inseparable de la religión y que la iglesia debería involucrarse en las cuestiones sociales. Rechazó el individualismo competitivo y egoísta y propuso una alternativa socialista a los principios económicos del laissez faire.
Fue admirador de las ideas de Robert Owen sobre economía y educación y entre 1839 y 1841, Maurice fue el editor del Education Magazine donde expuso sus criterios al respecto.
En 1840 fue nombrado profesor de Historia y literatura inglesa del King's College de Londres. En 1848 Maurice y un pequeño grupo de tutores establecieron una institución educativa superior para mujeres, el Queen's College de Harley Street.
Maurice apoyó entusiastamente el movimiento obrero cartista y en 1848, junto con Charles Kingsley y Thomas Hughes fundó el movimiento del socialismo cristiano que publicó los periódicos Politics of the People (1848-1849) y The Christian Socialist (1850-51) y diversos folletos sobre los caminos del socialismo cristiano.
En 1853 Maurice publicó el libro Theological Essays (Ensayos Teológicos). La dirección del King's College consideró que sus puntos de vista expresados allí eran peligrosos y fue obligado a renunciar de su cargo como profesor el 27 de octubre de 1853. Decidió entonces dedicarse a la reforma de la educación y fundó el Working Men's College una institución para trabajadores. El 30 de octubre de 1854 comenzó labores con 130 estudiantes.
En 1866 fue nombrado profesor de Filosofía Moral en la Universidad de Cambridge pero continuó a la vez con su trabajo en el Working Men's College en Londres, hasta su fallecimiento.